# Ronald Jenkees
Ronald Jenkees is een Amerikaans producer van technomuziek die bekendheid geniet sinds hij op het medium YouTube verscheen.
Jenkees produceert beats met verscheidene muziekprogramma's en speelt met een keyboard gitaarriffs hieroverheen.
In zijn YouTube-films valt hij vooral op door zijn excentrieke gedrag en zijn uiterlijk; Jenkees draagt een grote bril, heeft 'spleetogen' en heeft een unieke lach. Over de vraag of dit een aangemeten rol is, is nog geen duidelijkheid geschapen. Op zijn website doet Jenkees uit de doeken dat hij "niet gehandicapt is, maar normaal".
Jenkees kreeg door aandacht van het populaire weblog GeenStijl ook voet aan wal in Nederland. Twee van zijn videos wisten al snel bij de 'toppers' te zitten.
Zijn debuutalbum Ronald Jenkees werd in fysieke vorm in 2007 uitgegeven, maar zijn liedjes worden ook via iTunes verkocht.

## Tweede album
In onder andere de video 'messin with a guitar sound' op YouTube zegt Jenkees dat zijn tweede album eind zomer 2008 uit zal komen.
Op zijn website schrijft hij, nadat het inmiddels al herfst 2008 is, dat hij het niet zo op deadlines heeft, en zegt waarschijnlijk in december 2008 klaar te zijn.
Op 2 december schrijft Ronald het volgende:
"Back to deadline speak, I (thankfully) don't have a label beating me up to release a second album, just people interested in hearing new stuff and I'm grateful for that. Just be patient with me while I have fun with music and get it recorded. I'm just thankful I don't have a label imposing arbitrary deadlines on my creative progress. I do that well enough on my own. LOL. Late summer. December."
Eind juli 2009 bracht Jenkees zijn tweede album Disorganized Fun uit via internet; het uitbrengen van de cd gebeurde op 10 september.

## Media
Over Ronald Jenkees is een artikel verschenen in Paste Magazine, en hij is ook in verscheidene columns van Bill Simmons op ESPN.com genoemd, en in de G4-televisieshow 'Attack of the Show!'.
Hij is vooral bekend op het internet. Zijn marketing gaat dan ook volledig via het internet, waar hoogstwaarschijnlijk zijn doelgroep ligt.

## Albums
| Album met eventuele hitnotering(en) in de Nederlandse Album Top 100 | Datum van verschijnen | Datum van binnenkomst | Hoogste positie | Aantal weken | Opmerkingen |
| ------------------------------------------------------------------- | --------------------- | --------------------- | --------------- | ------------ | ----------- |
| Ronald Jenkees                                                      | 31-07-2007            |                       |                 |              |             |
| Disorganized Fun                                                    | 10-10-2009            |                       |                 |              |             |
| Days Away                                                           | 2012                  |                       |                 |              |             |
| Alpha Numeric                                                       | 2014                  |                       |                 |              |             |
| Rhodes Deep                                                         | 2017                  |                       |                 |              |             |